# Коста Лещаров
Константин (Костадин, Коста) Лещаров или Лещарев с псевдоним Чернеев или Черняев е български революционер, деец на Вътрешната македоно-одринска революционна организация.

## Биография
Коста Лещаров е роден в град Охрид, тогава в Османската империя. Завършва класическата българска гимназия в Битоля. Преподава в трикласното българско училище при църквата „Свети Климент“ в града. В 1906 година става член на охридския комитет на ВМОРО. Коста Лещаров се занимава с фотография.
След като Охрид остава в Сърбия след Междусъюзническата война, на 17 септември 1913 година 20 души видни българи напускат града за Албания: учителите Никола Киров Майски, Иван Делов, Коста Лещаров, Иван Василев, Димитър Силянов, Александър Автов, Коста Климов, Евтим Янкулов, Атанас Каневчев, Климент Каневчев, Паско Пармаков, секретарят на българската митрополия Лев Огненов, адвокатът Лев Кацков, търговците Иван Групчев, Петър Филев и Ахил Банджов.
Женен е за учителката Флора Лещарова.
По време на освобождението на Вардарска Македония през Втората световна война, синовете му Кръстю и Илия са назначени за кметове, Кръстю е кмет на Цапари от 3 декември до 20 октомври 1942 година, а Илия на Старо Лагово от 4 октомври 1941 година до 26 декември 1943 година.